# Naspa
Naspy – gleby tworzące się zazwyczaj wzdłuż klifowych wybrzeży morskich w wyniku nawiewania materiału piaszczystego w głąb lądu przez wiatry wiejące od morza. Równoległy rozwój roślinności powoduje, że górna część profilu wykazuje mniej lub bardziej wyraźne warstwowanie. 
Zasięg nasp w głąb lądu wynosi od kilku do ponad 100 metrów. Naspy rozwijają się na innych typach gleb, co znajduje odzwierciedlenie w ich nazewnictwie - np. naspy nardzawe (rozwinięte na glebach rdzawych).